# Doxa (web-série)
Pour les articles homonymes, voir Doxa.
Doxa, typographié doXa, est une web-série française sortie en 2018, écrite par Alexandre Pierrin et réalisée par Alexandre Pierrin et Olivier Marquézy. La série traite avec humour du fonctionnement des instituts de sondage,.

## Synopsis
Arthur travaille à l'institut de sondages IFLOP. Il commet une erreur sur une enquête, entrainant des effets inattendus...

## Distribution
- Sébastien Chassagne : Arthur
- Aude Gogny-Goubert : Léa
- Romain Vissol : Blaise
- Jina Djemba : Jeanne
- Gabrielle Atger : Raphaëlle

## Distinctions
- Globes de cristal 2019 : nomination comme meilleure web-série[4]